# Claudius Amyand
Claudius Amyand (c. 1681, Paris - 6 juillet 1740, Londres) est un chirurgien français né en France. Sa famille huguenote fut naturalisée anglaise en 1698. Il commença sa carrière de chirurgien dans l’armée en Flandres.
Il fut l’auteur de la première appendicectomie réussie le 6 décembre 1735 à l'hôpital Saint George à Londres. Il a laissé son nom à une forme atypique d’appendicite aiguë, la hernie de Amyand.
Il est le père de George Amyand.